# 東芝ライテック
東芝ライテック株式会社（とうしばライテック、Toshiba Lighting & Technology Corporation）は、東芝グループの照明器具・管球および電気設備資材を製造するメーカーである。本社は神奈川県横須賀市船越町1-201-1（横須賀事業所内）。一般家庭用製品は、東芝ライフスタイルに販売を委託されている。

## 歴史
- 1937年 - 東京輸出電球株式会社を設立。
- 1943年 - 東京輸出電球株式会社が、東輝電気工業株式会社に商号変更。
- 1974年5月1日 - 東芝電材株式会社（とうしばでんざい）が設立され、東芝から電材事業部門、東芝商事株式会社から照明電材・電材機器営業部門をそれぞれ譲受。
- 1987年 - 東輝電気工業株式会社が、東輝電気株式会社（とうきでんき）に商号変更。
- 1989年
  - 2月 - 株式会社東芝が照明事業部門を分社し、東芝ライテック株式会社（旧法人）を設立。
  - 4月1日 - 東芝電材株式会社が、（旧）東芝ライテック株式会社と東輝電気株式会社を吸収合併し、（新）東芝ライテック株式会社に商号変更。
- 1999年1月 - 株式会社テック（現在の東芝テック株式会社）から照明器具製造事業の移管を受ける。
- 2000年
  - 7月1日 - テレビ放送、舞台照明機器メーカーの旧・アールディエス株式会社（龍電社）より、営業譲受。
  - 10月 - 産業機器事業部取扱事業をハリソン東芝ライティング株式会社に営業譲渡。
- 2003年9月1日 - 住宅照明部門を分社化し、東芝ホームライティング株式会社を設立。
- 2005年 - 国土交通省が発注する道路情報表示設備工事に関する競争を妨害していたとして、公正取引委員会より他の5社と合わせて排除勧告を受ける。
- 2007年
  - 3月23日 - 優位な立場を利用し下請け会社への支払い代金（3,500万円）について減額を強要したとして、経済産業省が下請法違反状態を事実上公表。
  - 10月1日 - 子会社の東芝ホームライティング株式会社を吸収合併。
- 2009年
  - 3月20日 - 一般白熱電球製造中止予告を取り上げた企業広告シリーズ「電球への思い」編は、第38回フジサンケイグループ広告大賞のメディアミックス広告大賞を受賞。
  - 5月1日 - 本社を東京都品川区南品川2-2-13から現在地へ移転。
- 2010年
  - 3月17日 - 一般白熱電球の生産を終了。
  - 3月31日 - 従来型グロー式（FG型）点灯管生産を終了。以降は電子点灯管（FE型）のみの生産へ完全移行。
  - 6月30日 - ルーヴル美術館が進めている照明改修プロジェクトへのLED照明器具の提供および改修工事費用の支援について、パートナーシップ契約を締結。契約期間は2010年6月30日～2023年12月31日。
  - 10月15日 - 「一般白熱電球製造中止広告」が「新聞広告大賞（グランプリ）」を受賞。
- 2012年
  - 4月10日 - 第41回フジサンケイグループ広告大賞で「LED10年カレンダー」が最高賞を獲得
  - 9月22日 - 中尊寺へのLED照明設備を寄贈
  - 10月1日 - 子会社のハリソン東芝ライティング株式会社を吸収合併[2]。
- 2013年
  - 3月31日 - この日を目途に、当社の長井工場（山形県長井市）及び、当社子会社の株式会社LDFのつくば工場（茨城県つくばみらい市）・茨城工場（茨城県常総市）・山形工場（山形県西置賜郡飯豊町）の4工場を当社の鹿沼工場（栃木県鹿沼市）に集約[3]。
  - 4月1日 - 子会社の株式会社LDF、東芝照明システム株式会社を吸収合併[3]。
- 2014年
  - 3月31日 - この日限りでTVドアホン・インターホン生産を終了。
- 2015年
  - 3月31日 - 電球型蛍光灯「ネオボールZシリーズ」生産終了。以降はLED電球のみの生産へ完全移行。
- 2016年3月31日 - この日限りで蛍光ランプの自社生産を終了。以降「TOSHIBA」ブランド蛍光ランプ生産はパナソニック ライティングデバイス・ホタルクスなどの他社へ委託（日立グローバルライフソリューションズと三菱電機照明へも委託していたが、2021年3月までに蛍光ランプ生産を完全終了したため委託解消）。従来型蛍光灯&白熱電球器具生産も終了となり、以降はLED器具のみの生産へ完全移行（東芝ブランドの蛍光ランプ・電子点灯管は交換用途に絞って販売を継続）。
- 2017年7月1日 - 東芝の社会インフラ事業が東芝インフラシステムズとして分社化されたのに伴い、親会社が同社に異動。
- 2019年
  - 1月1日 - この日より「TOSHIBA」ブランドの個人（一般家庭）向けLED照明器具とLED電球生産を「NVCライティングジャパン（中国企業『NVCライティング』の日本法人）」へ外部委託開始（販売時の「TOSHIBA」商標使用も同社へ許諾）。今後自社生産は法人（オフィス・店舗・施設）向け製品が中心となり、一般家庭向け製品の自社生産からは撤退（東芝ブランド照明器具カタログは「施設・店舗・屋外用」、「蛍光ランプ・LED電球」、「住宅照明」、「電設資材=スイッチ・コンセント・配線パーツ」のみの発行となり、一般家庭向けLED照明器具とLED電球の個別製品カタログは発行終了）。
  - 3月31日 - この日を目途に、当社の沼津工場（静岡県沼津市）を当社の鹿沼工場に集約[4]。
  - 4月1日 - 再び東芝の直接出資となる[5]。
  - 9月30日 - この日限りで一般住宅用分電盤と開閉器の生産を終了（漏電ブレーカー生産は継続）。
- 2020年12月31日 - この日限りで「TOSHIBA」ブランド蛍光ランプの一般向け販売を終了（今後東芝ストアーへ供給される蛍光ランプはパナソニック・ホタルクス製品に変更）。
- 2024年12月31日 - この日までに蛍光ランプ「メロウホワイト」シリーズ販売終了予定。

## 主な商品
- 施設・屋外照明器具
  - オフィス、店舗、病院、スポーツ施設、街路などに用いる蛍光灯器具・HID器具・LED器具
  - LED照明（小田急4000形電車や京急新1000形電車などの主照明・新幹線N700系電車の読書灯に採用など）
  - 発光ダイオード（LED）による道路情報表示板
- 住宅照明器具
  - 住宅で用いるシーリングライト、ブラケット、ガーデンライトなど。シーリングライトの一部製品とLED電球の製造は2019年より「NVCライティングジャパン」へ委託。一部製品は三菱電機照明へもOEM供給。従来型ランプ（蛍光灯・電球形蛍光灯・白熱電球）を用いる器具は2018年限りで生産終了。引きひもを用いるモデルはシーリングライト・ペンダント共に生産終了となり、現行モデルは「壁スイッチで操作」と「リモコンおよび壁スイッチで操作」の2系統へ集約されている。天井用配線器具「引掛シーリング」は丸型のみの生産となり、角型引掛シーリング生産は終了した。LEDシーリングライトの一部モデルは・2025年より大光電機へのOEM供給を開始している。
- システム機器・航空障害灯
  - 施設の照明環境を制御するシステム機器や航空障害灯など
- 舞台・スタジオ照明
- ホームITシステム FEMINITY
  - 外出先から、携帯電話で家庭のエアコンや照明の操作、玄関の電気錠の施錠確認、来訪者の画像確認などを行う。
- 配線器具[注釈 1]（「E'sシリーズ」および「WIDE i」シリーズ。トリプルタップ・テーブルタップ・中間スイッチ・ベターコネクタ・角型引掛シーリング生産からは撤退）
- 住宅用火災警報器「なるる」（製造は能美防災へ委託）
- スーパーカラービジョン
- リアプロジェクションユニットなど
- 産業用機器光源事業
  - ウェッジベースランプ
  - 冷陰極蛍光灯

### かつての製品
- 一般家庭用の玄関灯・浴室灯自社生産は2016年限りで終了した（東芝ストアーに供給される玄関灯・浴室灯はパナソニック・大光電機・ホタルクス・オーデリック・三菱電機照明などの他社製品に変更）。
- テレビドアホン（2014年限りで生産終了。東芝ストアーに供給されるドアホンはパナソニック・アイホンなどの他社製品に変更）
- 電球型蛍光灯「ネオボールZ」（2015年限りで生産を終了し、LED電球へ一本化）
- 大型表示システム（親会社の株式会社東芝へ事業移管）
- 白熱電球など（特殊用途を除き2010年度で製造打ち切り）
- 住宅用分電盤・開閉器（2019年9月限りで生産終了。以降住宅メーカー各社へ供給される分電盤はパナソニックなどの他社製品へ変更）。
- 蛍光灯
  - 「メロウZプライド/メロウ5/メロウホワイト/ワットプライダー/ネオライン」シリーズ。自社生産は2016年限りで終了し他社への委託へ切り替え。メロウ5シリーズは直管40形のみとなり、他のサイズは「メロウZプライド」・「メロウホワイト」・「ワットプライダー」・「ネオライン」各シリーズへ一本化。2020年末を以て「TOSHIBA」ブランド蛍光ランプの一般向け販売は終了し「在庫品限り」となっており、現在量販店・東芝ストアーで販売される蛍光ランプはパナソニックとホタルクス製品のみとなっている（三菱電機照明と日立グローバルライフソリューションズは2021年までに蛍光ランプ生産・販売より撤退）。
  - 環形蛍光灯の総称として言われることの多い「サークライン」は、東芝ライテックの登録商標である。

## 白熱電球の製造終了
2008年4月14日に親会社の（株）東芝とともに、CO2削減に貢献するため、2010年度を目処に一般白熱電球の生産終了を決定、電球型蛍光灯やLED照明への置き換えを促す方向であることを発表した。ただし、ミニクリプトンランプ、ハロゲンランプ、反射型ランプなど、現在の電球形蛍光灯やLED照明等に置き換えができないものは除くとしている。また、調光用途等に一般白熱電球を使用する顧客向けに、当面少量の販売を継続するとも発表した。
そして2010年3月17日に、同社での一般白熱電球の製造が終了した。当日は同社鹿沼工場にて、「一般白熱電球製造中止式典」が行われた。
なお、この電球製造中止予告を取り上げた企業広告シリーズ「電球への思い」編は、第38回フジサンケイグループ広告大賞のメディアミックス広告大賞を受賞した。

## 主要事務所

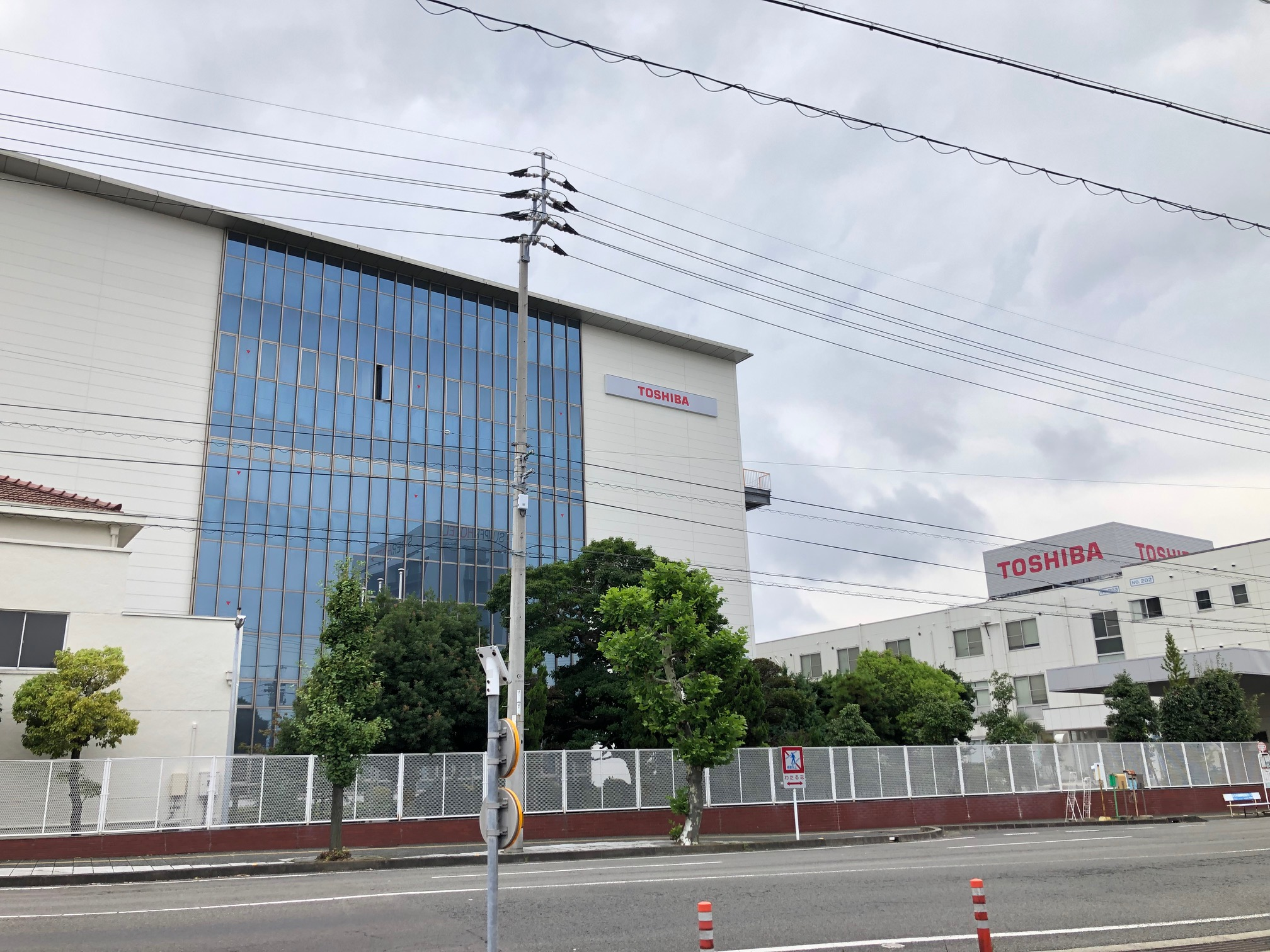
今治事業所

- 本社 - 神奈川県横須賀市船越町1-201-1
- 川崎事業所 - 神奈川県川崎市幸区堀川町72-34　ラゾーナ川崎東芝ビル
- 鹿沼工場 - 栃木県鹿沼市さつき町1-1
- 今治事業所 - 愛媛県今治市旭町5-2-1

### 主要子会社拠点
国内
- 東芝電材マーケティング株式会社
- 東芝照明プレシジョン株式会社
- 東芝ライテックアカウンティングサービス株式会社
- 東芝エルティーエンジニアリング株式会社
- エルティーライト株式会社
- イナン電気株式会社
- 株式会社パールライティング

海外現地法人
- 東芝照明フランス社
- 東芝ライテック香港社
- 東芝ライテック・コンポーネンツ・タイ社
- ハリソン東芝ライティング米国社
- 東芝ライテック昆山社
- タイ東芝照明社
- 東芝電器貿易上海社
- 東芝ライテック台湾社

## 主な製品ブランド
量販店で販売される「TOSHIBA」ブランド照明器具&ランプは（品番が「NLE」で始まる）NVCライティングジャパン製となり、東芝ライテック製品の納品先は東芝ストアー・住宅メーカー・リフォーム業者・建材店・オフィス＆店舗主体へと移行している。また「TOSHIBA」ブランド蛍光ランプは取り扱う量販店が2020年以降大幅に減少したことから、店頭での入手が困難となっている。

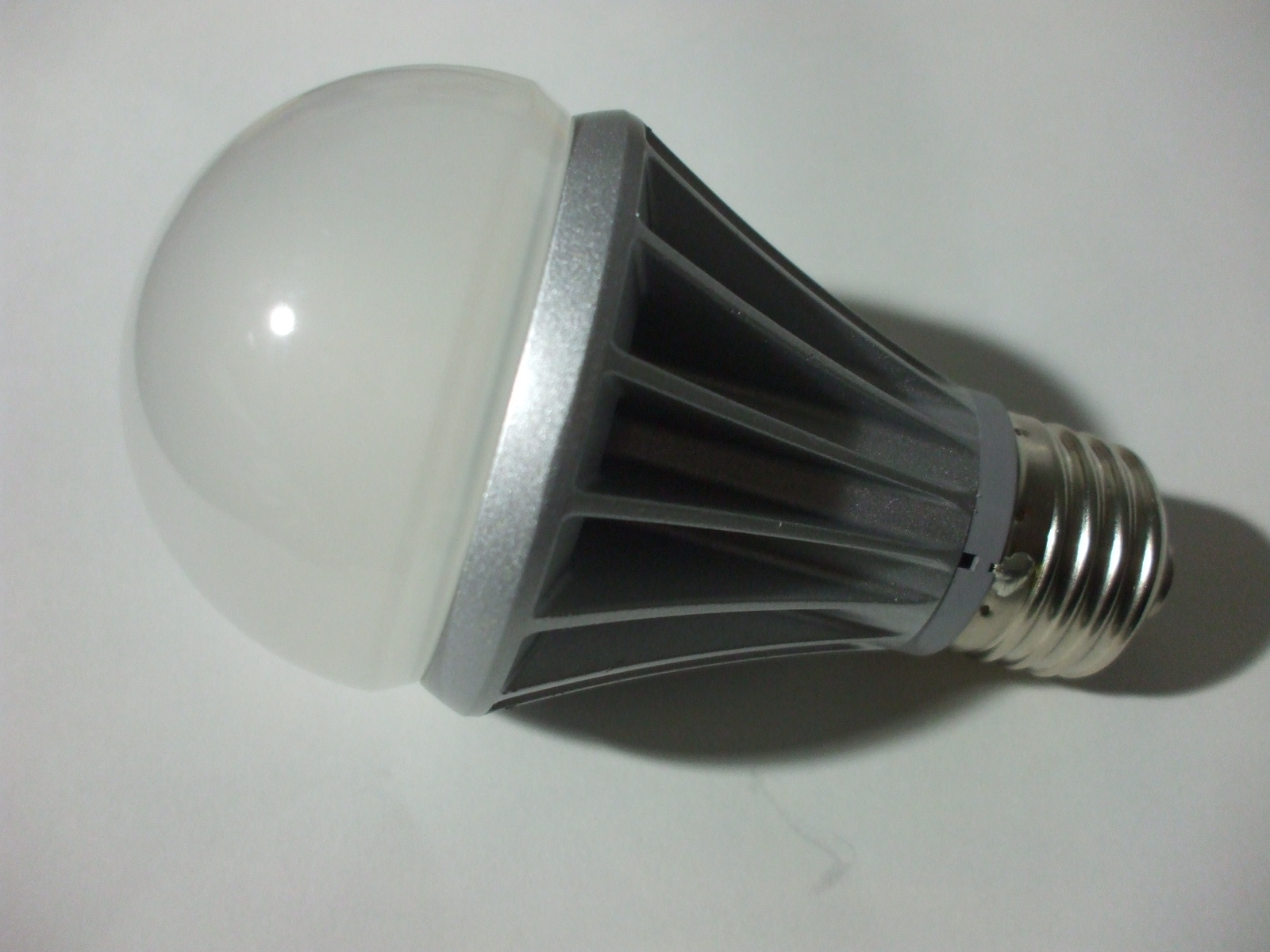
E-CORE LED電球

- E-CORE（イー・コア） - LED照明器具・LED電球。住宅用LED照明器具は三菱電機照明へもOEM供給している。
- メロウホワイト・メロウ5・メロウZ・メロウZ ロングライフ・メロウZ PRIDE - 蛍光ランプ
- メロウライン・メロウライン PRIDE・ネオスリムZ・ネオスリムZ PRIDE - 高周波点灯専用蛍光ランプ
- あかり御膳・ネオライン・メロウルック・メロウホワイト・メロウ5・メロウZ・メロウZプライド - 蛍光灯（1980年代から、CMには提供番組である『サザエさん』を積極的に起用していた。あかり御膳・メロウルック・メロウ5シリーズは販売終了）
- ネオボールZ・ネオボールZリアル・ネオボールZリアルプライド - 電球形蛍光灯（2015年限りで生産終了）
“プライド”シリーズは、パナソニックの“パルックシリーズプレミアL”に対抗した長寿命製品。
- 環型蛍光ランプを示す「サークライン」（Circline）を商標登録している（第468682号）。
- WIDE-i - 壁スイッチ・コンセントの上位モデル（スイッチはサイズを従来モデルより大型化し、手が塞がっている時も腕などで入/切操作が可能。ホタルスイッチ・オンピカスイッチに搭載のLEDパイロットランプは中央部に配置）。
- E'sシリーズ - 壁スイッチ・コンセントの普及モデル（通常サイズ）。WIDE-iシリーズのスイッチプレートにも取付可。